# MONYO Brewing Co.
A MONYO Brewing Co. egy budapesti kraft főzde.

## Története
A MONYO Brewing Co. sörfőzdéjét 2014-ben alapította Pein Ádám, Németh Antal és Elek Zoltán. Egyike annak a négy kisüzemi hazai sörfőzdének, amelyek összefogásából létrejött 2016 nyarán a Főzdepark az egykori Királyi sörfőzde ipari parkjában.
2015-ben a főzde elnyerte az "Év sörfőzdéje" díjat. 2016-ban az Alltech Commonwealth versenyén a hazai sörfőzdék 27 kategóriában indultak, ebből 16 érmet sikerült szerezniük összesen, a MONYO ebből 7 érmet szerzett.

## Termékei
A cég állandó sörei közé tartoznak a hagyományos típusok, emellett különleges sörökkel is kísérleteznek. Az állandó kínálatban megtalálható búzasör,  IPA, AIPA, APA és porter is.
| - 60 Shades of Ahtanum - 60 Shades of Kohatu - 60 Shades of Nelson Sauvin - American Beauty - Anubis - Beaver Fever - Belgian Trip - Birthday Cake - Black Alligator - Blk Ipa - Boris the Blade - Brewsk Willis - Flying Rabbit - Franky Four Fingers | - Fruit War Blueberry - Fukushima - Heavy Water - Futballarium - Hop Harvest - Invisible Bikini - Kőbányai Culáger - Kőbányai Culáger - Harvest Edition - Kölsch Style Ale - Pumpkin Ale - Shatzi - Sour Rise - Summer Syndrome - The Blue Oyster - Wht Ipa |